# Ríos de plata
Ríos de plata (En inglés: Streams of Silver), es una novela de espada y hechicería escrita por Robert Anthony Salvatore acerca del personaje ficticio Drizzt Do'Urden. Esta es la segunda novela de la trilogía El valle del viento helado.